# Hoàng đế La Mã Thần thánh

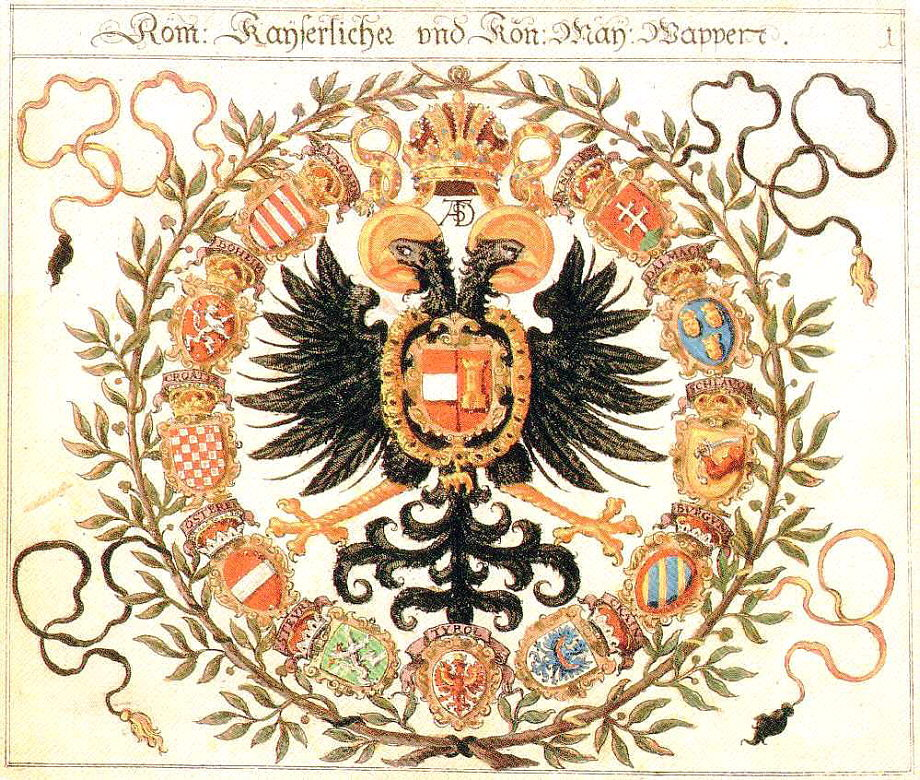
Huy hiệu của Maximilian II từ 1564 tới 1576. Các hoàng đế sử dụng đại bàng hai đầu làm biểu tượng quyền lực

Hoàng đế La Mã Thần thánh (tiếng Latinh: Romanorum Imperator; tiếng Đức: Römisch-deutscher Kaiser hoặc Kaiser des Heiligen Römischen Reiches; tiếng Anh: Holy Roman Emperor) là một thuật ngữ được các nhà sử học sử dụng để chỉ một danh hiệu nhà cai trị thời Trung Cổ, dành cho những người nhận được danh hiệu Hoàng đế La Mã Thần thánh từ Giáo hoàng.
Người nhận được danh hiệu này cai trị Đế quốc La Mã Thần thánh, một liên minh các vùng lãnh thổ Trung Âu thời kỳ Trung Cổ và Cận đại, bao gồm các Vương quốc Đức và Vương quốc Ý. Đồng thời, họ cũng nhận danh hiệu Quốc vương Đức (King of Germany).

## Tước hiệu
Tước hiệu Hoàng đế (tiếng Latin:Imperator) mang chức trách quan trọng là người bảo vệ cho Giáo hội Công giáo Rôma. Theo sự tăng lên của quyền lực Giáo hoàng trong suốt thời Trung Cổ, các Giáo hoàng và hoàng đế thường mâu thuẫn với nhau trong việc quản lý giáo hội, điển hình là Tranh cãi Tấn phong ở thế kỷ XI giữa Giáo hoàng Grêgôriô VII với Hoàng đế Heinrich IV.
Sau khi Charlemagne đăng quang Hoàng đế La Mã bởi Giáo hoàng, những người thừa kế ông vẫn duy trì danh hiệu trên cho đến cái chết của Berengar I của Ý năm 924. Danh hiệu bỏ trống đến năm 962 khi Otto I được tấn phong. Otto được xem là Hoàng đế La Mã Thần thánh đầu tiên, bởi dưới triều đại của ông và những người tiếp nối, nhiều vương quốc miền Đông Frank thuộc Đế quốc Carolingian trước kia thống nhất thành Đế quốc La Mã Thần thánh. Các hoàng thân người Đức bầu một trong số họ lên làm vua của người Đức, sau đó người này sẽ được trao vương miện bởi Giáo hoàng. Kể từ sau lần đăng quang của Karl V, tất cả các hoàng đế kế tiếp đều là hoàng đế-được bầu do thiếu sự phong ngôi của Giáo hoàng, nhưng để cho đơn giản trong ngành sử họ vẫn được gọi là "hoàng đế".
Thuật ngữ "thần Thánh" (tiếng Latin:sacrum, tiếng Anh:holy) liên hệ với tên gọi đế quốc được dùng lần đầu tiên năm 1157 dưới thời Hoàng đế Friedrich Barbarossa. Tuy nhiên thực ra, tên gọi chính thức của danh hiệu này là "Hoàng đế August của người La Mã" (tiếng La Tinh: Romanorum Imperator Augustus). Khi Charlemagne đăng quang năm 800, ông được tặng danh hiệu "Đấng August cao quý nhất, thụ phong bởi Chúa, hoàng đế vĩ đại và hòa bình, cai trị Đế quốc La Mã", hàm chứa yếu tố "thần Thánh" và "La Mã" trong đế hiệu. Từ "thần Thánh" chưa bao giờ xuất hiện như một phần tên hiệu trong các văn bản chính thức.
Từ "La Mã" phản ánh một nguyên lý translatio imperii (chuyển tiếp quyền lực đế chế). xem những Hoàng đế La Mã Thần thánh (người Đức) như những người thừa kế danh hiệu Hoàng đế của đế quốc Tây La Mã, một danh hiệu đã bị phế bỏ kệ từ cái chết của Julius Nepos năm 480.

## Sự kế vị
Quá trình kế tục quyền lực của vua chịu sự kiểm soát bởi nhiều nhân tố phức tạp. Việc bầu cử khiến cho vương vị nước Đức chỉ có tính chất thừa kế một phần, không giống như vương vị nước Pháp. Tuy nhiên quyền lực thường nằm trong tay một dòng dõi cho tới khi không có người thừa kế nam nào nữa. Một số học giả cho rằng ý nghĩa của việc bầu cử là giải quyết các bất đồng khi quyền lực của triều đại đó là không rõ ràng, song quá trình ấy thực chất có nghĩa là ứng viên phải tiến hành các nhượng bộ để lôi kéo các "cử tri" đứng về phía mình, điều được gọi là thỏa ước bầu cử (tiếng Đức: Wahlkapitulationen).
Hội đồng bầu cử được thành lập với 7 hoàng thân (3 tổng giám mục và 4 hoàng thân thế tục) bởi Sắc chỉ Vàng (Golden Bull) của Nghị viện Đế chế (Commitium Imperiale) dưới sự chủ trì của hoàng đế Karl IV năm 1356. Nó còn tồn tại tới năm 1648, với sự lắng xuống Chiến tranh Ba mươi năm đòi hỏi thêm một tuyển cử hầu nữa để duy trì sự cân bằng mong manh giữa các nhân tố Công giáo và Kháng Cách trong Đế quốc. Một tuyển cử hầu nữa được thêm vào năm 1690, và toàn thể hội đồng được cải tổ vào năm 1803, chỉ ba năm trước khi sự tan rã của Đế quốc.
Sau năm 1438, các vị vua thường nằm ở nhà Habsburg và Nhà Habsburg-Lorraine, với một ngoại lệ ngắn ngủi một người nhà Wittelsbach, Karl VII. Maximilian I (ở ngôi 1508-1519) và những người thừa kế của ông không còn du hành tới Rome để được trao vương miện bởi Giáo hoàng nữa. Thế nên, họ không thể tuyên bố danh hiệu Hoàng đế của người La Mã, mà chỉ là "Hoàng đế-được bầu của người La Mã", như cách Maximilian tự xưng(tiếng Đức:Erwählter Römischer Kaiser) năm 1508 với sự chuẩn thuận của Giáo hoàng. Thực tế, thỉnh thoảng từ được bầu("erwählt") bị bỏ qua. Trong trường hợp Karl V, ông đăng quang năm 1519 với tước hiệu hoàng đế-được bầu trước khi nhận được danh hiệu đầy đủ năm 1530 khi ông nhận được sự đăng quang bởi Giáo hoàng. Ông là người cuối cùng có được danh hiệu này.

## Danh sách Hoàng đế
| Vương quốc Franc Đông | Carolingien | Guideschi | Carolingien | Bosonid | Frankisch | Supplinburger | Supplinburger | Supplinburger | Nhà Hohenstaufen | Welf | Welf | Hohenstaufen | Luxembourg | Wittelsbach | Nhà Luxembourg | Habsburg | Wittelsbach | Habsburg-Lothringen | Liên bang sông Rhine |  |
| 939                   |             |           |             | 1009    | 1225      | 1400          |               |               | 1427             | 1527 | 1592 | 1592         | 1592       |             |                | 1788     |             | 1858                | 1945                 |  |

Danh sách dưới đây liệt kê tất cả các nguyên thủ của Đế quốc La Mã Thần thánh, bất kể họ có tự xưng là Hoàng đế La Mã Thần thánh hay không. Có một vài khoảng trống trong bảng, chẳng hạn Heinrich I của Đức là vua Đức nhưng không phải Hoàng đế, Heinrich II được kể như người kế vị của ông ở ngôi Vua Đức. Nhà Guideschi xếp thứ tự theo nền cai trị ở Công quốc Spoleto.

### Các hoàng đế trước Otto Đại đế
Nền sử học truyền thống thường cho rằng có sự tiếp nối giữa Đế quốc Carolingian và Đế quốc La Mã Thần thánh. Điều này bị bác bỏ bởi một số sử gia hiện đại, những người xác định niên biểu thành lập Đế quốc La Mã Thần thánh tới năm 962. Những nhà cai trị được phong Hoàng đế ở phương Tây trước năm 962 bao gồm:

#### Vương triều Carolus
| Hình ảnh | Tên                                                                                             | Cuộc đời                          | Đăng quang                                             | Thôi làm hoàng đế | Hậu duệ hoàng đế       | Đồng tiền |
| -------- | ----------------------------------------------------------------------------------------------- | --------------------------------- | ------------------------------------------------------ | ----------------- | ---------------------- | --------- |
|          | Carolus Magnus (tiếng Pháp: Charlemagne, Charles Ier, tiếng Đức: Karl der Große, Karl I)        | 2 tháng 4, 742 - 28 tháng 1, 814  | 25 tháng 12, 800                                       | 28 1tháng 1, 814  | -                      |           |
|          | Ludovicus Pius (tiếng Pháp: Louis le Pieux, Louis Ier, tiếng Đức: Ludwig der Fromme, Ludwig I)  | 778 - 20 tháng 6, 840             | 5 tháng 10, 816                                        | 20 tháng 6, 840   | con của Carolus Magnus |           |
|          | Lotharius I (tiếng Pháp: Lothaire Ier, tiếng Đức: Lothar I)                                     | 795 - 29 tháng 9, 855             | 5 tháng 4, 823                                         | 29 tháng 9, 855   | con của Ludovicus Pius |           |
|          | Ludovicus II (tiếng Pháp: Louis II, tiếng Đức: Ludwig II)                                       | 825 - 12 tháng 8, 875             | lần thứ nhất Phục sinh 850 lần thứ hai 18 tháng 5, 872 | 12 tháng 8, 875   | con của Lotharius I    |           |
|          | Carolus Calvus (tiếng Pháp: Charles le Chauve, Charles II, tiếng Đức: Karl der Kahle, Karl II)  | 13 tháng 6, 823 - 6 tháng 10, 877 | 29 tháng 12, 875                                       | 6 tháng 10, 877   | con của Ludovicus Pius |           |
|          | Carolus Crassus (tiếng Pháp: Charles le Gros, Charles III, tiếng Đức: Karl der Dicke, Karl III) | 13 tháng 6, 839 - 13 tháng 1, 888 | 12 tháng 2, 881                                        | 13 tháng 1, 888   | cháu Ludovicus Pius    |           |

#### Vương triều Guideschi
| Hình ảnh | Tên                                               | Cuộc đời               | Đăng quang      | Thôi làm hoàng đế | Hậu duệ hoàng đế              | Đồng tiền |
| -------- | ------------------------------------------------- | ---------------------- | --------------- | ----------------- | ----------------------------- | --------- |
|          | Guidus (tiếng Ý: Guido, tiếng Đức: Wido)          | 855 - 12 tháng 12, 894 | tháng 5, 891    | 12 tháng 12, 894  | cháu 5 đời của Carolus Magnus |           |
|          | Lambertus (tiếng Ý: Lamberto, tiếng Đức: Lambert) | 880 - 15 tháng 10, 898 | 30 tháng 4, 892 | 15 tháng 10, 898  | con của Guidus                | -         |

#### Vương triều Carolus
| Hình ảnh | Tên                 | Cuộc đời              | Đăng quang      | Thôi làm hoàng đế | Hậu duệ hoàng đế                                                    | Đồng tiền |
| -------- | ------------------- | --------------------- | --------------- | ----------------- | ------------------------------------------------------------------- | --------- |
|          | Arnulphus Carintiae | 850 - 8 tháng 12, 899 | 22 tháng 2, 896 | 8 tháng 12, 899   | cháu của Carolus Crassus (gọi bằng chú) and chắt của Ludovicus Pius |           |

#### Bosonid
| Hình ảnh | Tên           | Cuộc đời              | Đăng quang      | Thôi làm hoàng đế | Hậu duệ hoàng đế      | Đồng tiền |
| -------- | ------------- | --------------------- | --------------- | ----------------- | --------------------- | --------- |
|          | Ludovicus III | 880 - 28 tháng 6, 928 | 22 tháng 2, 901 | 21 tháng 7, 905   | cháu của Ludovicus II | -         |

#### Triều đại Unruoching
| Hình ảnh | Tên      | Cuộc đời             | Đăng quang         | Thôi làm hoàng đế | Hậu duệ hoàng đế  | Đồng tiền   |
| -------- | -------- | -------------------- | ------------------ | ----------------- | ----------------- | ----------- |
|          | Berengar | 845 - 7 Tháng Tư 924 | Tháng Mười hai 915 | 7 Tháng Tư 924    | cháu của Ludwig I | không khung |

Không có hoàng đế nào ở phương Tây từ 924 đến 962.

### Các Hoàng đế La Mã Thần thánh

#### Vương triều Otto
| # | Hình ảnh | Tên         | Cuộc đời                          | Được bầu        | Đăng quang       | Thôi làm hoàng đế | Hậu duệ hoàng đế                                              | Huy hiệu |
| - | -------- | ----------- | --------------------------------- | --------------- | ---------------- | ----------------- | ------------------------------------------------------------- | -------- |
| 1 |          | Otto Đại đế | 23 tháng 11, 912 - 7 tháng 5, 973 | -               | 2 tháng 2, 962   | 7 tháng 5, 973    | có lẽ là cháu 6 đời của Ludwig I                              |          |
| 2 |          | Otto II     | 955 - 7 tháng 12, 983             | 961             | 25 tháng 12, 967 | 7 tháng 12, 983   | con của Otto I                                                |          |
| 3 |          | Otto III    | 980 - 23 tháng 1, 1002            | tháng 6, 983    | 21 tháng 5, 996  | 23 tháng 1, 1002  | con của Otto II                                               |          |
| 4 |          | Heinrich II | 6 tháng 5, 973 - 13 tháng 7, 1024 | 7 tháng 6, 1002 | 14 tháng 2, 1014 | 13 tháng 7, 1024  | anh em con chú bác của Otto III và là cháu 5 đời của Ludwig I |          |

#### Vương triều Salic
| # | Hình ảnh | Tên          | Cuộc đời                             | Được bầu        | Đăng quang        | Thôi làm hoàng đế | Hậu duệ hoàng đế      | Huy hiệu |
| - | -------- | ------------ | ------------------------------------ | --------------- | ----------------- | ----------------- | --------------------- | -------- |
| 5 |          | Konrad II    | 990 - 4 tháng 6, 1039                | 1024            | 26 tháng 3, 1027  | 4 tháng 6, 1039   | cháu 5 đời của Otto I |          |
| 6 |          | Heinrich III | 29 tháng 10, 1017 - 5 tháng 10, 1056 | 1028            | 25 tháng 12, 1046 | 5 tháng 10, 1056  | con của Konrad II     |          |
| 7 |          | Heinrich IV  | 11 tháng 11, 1050 - 7 tháng 8, 1106  | 1053            | 31 tháng 3, 1084  | tháng 122, 1105   | con của Heinrich III  |          |
| 8 |          | Heinrich V   | 8 tháng 11, 1086 - 23 tháng 5, 1125  | 6 tháng 1, 1099 | 13 tháng 4, 1111  | 23 tháng 5, 1125  | con của Heinrich IV   |          |

#### Vương triều Supplinburg
| # | Hình ảnh | Tên        | Cuộc đời                           | Được bầu | Đăng quang      | Thôi làm hoàng đế | Hậu duệ hoàng đế                                                          | Huy hiệu |
| - | -------- | ---------- | ---------------------------------- | -------- | --------------- | ----------------- | ------------------------------------------------------------------------- | -------- |
| 9 |          | Lothar III | 9 tháng 6, 1075 - 4 tháng 12, 1137 | 1125     | 4 tháng 6, 1133 | 4 tháng 12, 1137  | có lẽ là hậu duệ đời thứ 9 của Otto I hoặc hậu duệ đời thứ 11 của Karl II |          |

#### Vương triều Staufer
| #  | Hình ảnh | Tên         | Cuộc đời                          | Được bầu        | Đăng quang       | Thôi làm hoàng đế | Hậu duệ hoàng đế     | Huy hiệu |
| -- | -------- | ----------- | --------------------------------- | --------------- | ---------------- | ----------------- | -------------------- | -------- |
| 10 |          | Friedrich I | 1122 - 10 tháng 6, 1190           | 4 tháng 3, 1152 | 18 tháng 6, 1155 | 10 tháng 6, 1190  | chắt của Heinrich IV |          |
| 11 |          | Heinrich VI | tháng 11, 1165 - 28 tháng 9, 1197 | tháng 4, 1169   | 14 tháng 4, 1191 | 28 tháng 9, 1197  | con của Friedrich I  |          |

#### Vương triều Welf
| #  | Hình ảnh | Tên     | Cuộc đời                          | Được bầu        | Đăng quang       | Thôi làm hoàng đế | Hậu duệ hoàng đế    | Huy hiệu |
| -- | -------- | ------- | --------------------------------- | --------------- | ---------------- | ----------------- | ------------------- | -------- |
| 12 |          | Otto IV | 1175 hoặc 1176 - 19 tháng 5, 1218 | 9 tháng 6, 1198 | 4 tháng 10, 1209 | 1215              | chắt của Lothar III |          |

#### Vương triều Staufer
| #  | Hình ảnh | Tên          | Cuộc đời                              | Được bầu               | Đăng quang        | Thôi làm hoàng đế | Hậu duệ hoàng đế    | Huy hiệu |
| -- | -------- | ------------ | ------------------------------------- | ---------------------- | ----------------- | ----------------- | ------------------- | -------- |
| 13 |          | Friedrich II | 26 tháng 12, 1194 - 13 tháng 12, 1250 | 1196 1215 Được bầu lại | 22 tháng 11, 1220 | 13 tháng 12, 1250 | con của Heinrich VI |          |

Khoảng thời gian trống ngai (Interregnum) Đế chế La Mã Thần thánh được cho là đã kéo dài từ khi Frederick II bị Giáo hoàng Innôcentê IV phế truất vào năm 1245 (hoặc nói cách khác là từ cái chết của Frederick năm 1250 hoặc từ cái chết của Konrad IV năm 1254) cho đến cuộc bầu cử Rudolf I năm 1273. Rudolf không lên ngôi hoàng đế, những người kế vị ông là Adolf và Albrecht cũng vậy. Mãi đến khi Bá tước Heinrich xứ Luxembourg được bầu làm Vua La Mã Đức năm 1308, mới được Giáo hoàng Clêmentê V làm lễ đăng quang vào ngày 29 tháng 6 năm 1312 với hiệu Heinrich VII.

#### Vương triều Luxemburg
| #  | Hình ảnh | Tên          | Cuộc đời                     | Được bầu | Đăng quang       | Thôi làm hoàng đế | Hậu duệ hoàng đế                  | Huy hiệu |
| -- | -------- | ------------ | ---------------------------- | -------- | ---------------- | ----------------- | --------------------------------- | -------- |
| 14 |          | Heinrich VII | 1275/1279 - 24 tháng 8, 1313 | 1308     | 29 tháng 6, 1312 | 24 tháng 8, 1313  | hậu duệ đời thứ 13 của Ludwig III |          |

#### Vương triều Wittelsbach
| #  | Hình ảnh | Tên       | Cuộc đời                            | Được bầu       | Đăng quang       | Thôi làm hoàng đế | Hậu duệ hoàng đế                                              | Huy hiệu |
| -- | -------- | --------- | ----------------------------------- | -------------- | ---------------- | ----------------- | ------------------------------------------------------------- | -------- |
| 15 |          | Ludwig IV | 1 tháng 4, 1282 - 11 tháng 10, 1347 | tháng 10, 1314 | 17 tháng 1, 1328 | 11 tháng 10, 1347 | hậu duệ đời thứ 6 của Lothar III và đời thứ 7 của Heinrich IV |          |

#### Vương triều Luxemburg
| #  | Hình ảnh | Tên       | Cuộc đời                             | Được bầu                                        | Đăng quang       | Thôi làm hoàng đế | Hậu duệ hoàng đế      | Huy hiệu |
| -- | -------- | --------- | ------------------------------------ | ----------------------------------------------- | ---------------- | ----------------- | --------------------- | -------- |
| 16 |          | Karl IV   | 14 tháng 5, 1316 - 29 tháng 11, 1378 | 11 tháng 7, 1346/ 17 tháng 6, 1349 Được bầu lại | 5 tháng 4, 1355  | 29 tháng 11, 1378 | cháu của Heinrich VII |          |
| 17 |          | Sigismund | 14 tháng 2, 1368 - 9 tháng 12, 1437  | 10 tháng 9, 1410/ 21 tháng 7, 1411 Được bầu lại | 31 tháng 5, 1433 | 9 tháng 12, 1437  | con của Karl IV       |          |

#### Nhà Habsburg
| #  | Hình ảnh | Tên           | Cuộc đời                               | Được bầu            | Đăng quang             | Thôi làm hoàng đế  | Hậu duệ hoàng đế                  | Huy hiệu |
| -- | -------- | ------------- | -------------------------------------- | ------------------- | ---------------------- | ------------------ | --------------------------------- | -------- |
| 18 |          | Friedrich III | 21 Tháng Chín 1415 - 19 Tháng Tám 1493 | 1440                | 19 Tháng Ba 1452       | 19 Tháng Tám 1493  | hậu duệ đời thứ 10 của Lothar III |          |
| 19 |          | Maximilian I  | 22 Tháng Ba 1459 - 12 Tháng Một 1519   | 16 Tháng Hai 1486   | -                      | 12 Tháng Một 1519  | con của Friedrich III             |          |
| 20 |          | Karl V        | 24 Tháng Hai 1500 - 21 Tháng Chín 1558 | 28 Tháng Sáu 1519   | Tháng Hai 1530         | 16 Tháng Một 1556  | cháu của Maximilian I             |          |
| 21 |          | Ferdinand I   | 10 Tháng Ba 1503 - 25 Tháng Bảy 1564   | 1531                | -                      | 25 Tháng Bảy 1564  | cháu của Maximilian I             |          |
| 22 |          | Maximilian II | 31 Tháng Bảy 1527 - 12 Tháng Mười 1576 | Tháng Mười một 1562 | -                      | 12 Tháng Mười 1576 | con của Ferdinand I               |          |
| 23 |          | Rudolf II     | 18 Tháng Bảy 1552 - 20 Tháng Một 1612  | 1575                | 30 Tháng Sáu 1575      | 20 Tháng Một 1612  | con của Maximilian II             |          |
| 24 |          | Matthias      | 24 Tháng Hai 1557 - 20 Tháng Ba 1619   | 1612                | 23 Tháng Một 1612      | 20 Tháng Ba 1619   | con của Maximilian II             |          |
| 25 |          | Ferdinand II  | 9 Tháng Bảy 1578 - 15 Tháng Hai 1637   | 1618                | 10 Tháng Ba 1619       | 15 Tháng Hai 1637  | cháu của Ferdinand I              |          |
| 26 |          | Ferdinand III | 13 Tháng Bảy 1608 - 2 Tháng Tư 1657    | 1636                | 18 Tháng Mười một 1637 | 2 Tháng Tư 1657    | con của Ferdinand II              |          |
| 27 |          | Leopold I     | 9 Tháng Sáu 1640 - 5 Tháng Năm 1705    | Tháng Bảy 1658      | 6 Tháng Ba 1657        | 5 Tháng Năm 1705   | con của Ferdinand III             |          |
| 28 |          | Joseph I      | 26 Tháng Bảy 1678 - 17 Tháng Tư 1711   | 6 Tháng Một 1690    | 1 Tháng Năm 1705       | 17 Tháng Tư 1711   | con của Leopold I                 |          |
| 29 |          | Karl VI       | 1 Tháng Mười 1685 - 20 Tháng Mười 1740 | 12 Tháng Mười 1711  | 22 Tháng Mười hai 1711 | 20 Tháng Mười 1740 | con của Leopold I                 |          |

#### Nhà Wittelsbach
| #  | Hình ảnh | Tên      | Cuộc đời                             | Được bầu          | Đăng quang        | Thôi làm hoàng đế | Hậu duệ hoàng đế                                                | Huy hiệu |
| -- | -------- | -------- | ------------------------------------ | ----------------- | ----------------- | ----------------- | --------------------------------------------------------------- | -------- |
| 30 |          | Karl VII | 6 Tháng Tám 1697 - 20 Tháng Một 1745 | 24 Tháng Một 1742 | 12 Tháng Hai 1742 | 20 Tháng Một 1745 | cháu 5 đời của Ferdinand II và hậu duệ đời thứ 12 của Ludwig IV |          |

#### Nhà Habsburg-Lorraine
| #  | Hình ảnh | Tên        | Cuộc đời                                  | Được bầu              | Đăng quang        | Thôi làm hoàng đế | Hậu duệ hoàng đế       | Huy hiệu |
| -- | -------- | ---------- | ----------------------------------------- | --------------------- | ----------------- | ----------------- | ---------------------- | -------- |
| 31 |          | Franz I    | 8 Tháng Mười hai 1708 - 18 Tháng Tám 1765 | 13 Tháng Chín 1745    | -                 | 18 Tháng Tám 1765 | chắt của Ferdinand III |          |
| 32 |          | Joseph II  | 13 Tháng Ba 1741 - 20 Tháng Hai 1790      | sau 18 Tháng Tám 1765 | 19 Tháng Tám 1765 | 20 Tháng Hai 1790 | con của Franz I        |          |
| 33 |          | Leopold II | 5 Tháng Năm 1747 - 1 Tháng Ba 1792        | sau 20 Tháng Hai 1790 | -                 | 1 Tháng Ba 1792   | con của Franz I        |          |
| 34 |          | Franz II   | 12 Tháng Hai 1768 - 2 Tháng Ba 1835       | sau 1 Tháng Ba 1792   | 4 Tháng Ba 1792   | 6 Tháng Tám 1806  | con của Leopold II     |          |

Chiến tranh Napoleon xảy ra, Franz II bị Napoléon Bonaparte ép thoái vị. Chế độ quân chủ của Thánh chế La Mã kết thúc.

## Đăng quang bởi Giáo hoàng
Hoàng đế đăng quang trong một buổi lễ đặc biệt, theo truyền thống được thực hiện bởi Giáo hoàng tại Roma, sử dụng các biểu chương đế chế (bao gồm Đế miện, Thánh trượng và Đế kiếm). Không có sự đăng quang, không vị vua nào, dù quyền lực đến đâu, có thể tự gọi mình là hoàng đế. Năm 1508, Giáo hoàng Giuliô II cho phép Maximilian I dùng danh hiệu Hoàng đế không cần đăng quang ở Roma, nhưng là Electus Romanorum Imperator ("Hoàng đế được bầu của người La Mã"). Những người kế vị Maximilian cũng nhận tước hiệu đó, thường khi họ trở thành người cai trị duy nhất của Thánh chế La Mã. Hậu duệ thứ nhất của Maximilian I, Karl V là vị hoàng đế cuối cùng được đăng quang.
| Hoàng đế               | Ngày đăng quang        | Người cử hành            | Địa điểm                    |
| ---------------------- | ---------------------- | ------------------------ | --------------------------- |
| Karl I                 | 25 tháng 12 800        | Giáo hoàng Lêô III       | Roma                        |
| Ludwig I               | tháng 7/8 816          | Giáo hoàng Stêphanô V    | Reim                        |
| Lothair I              | 5 tháng Tư 823         | Giáo hoàng Pascalê I     | Roma                        |
| Ludwig II              | tháng Tư 850           | Giáo hoàng Lêô IV        | Roma                        |
| Karl II                | 29 tháng 12 875        | Giáo hoàng Gioan VIII    | Roma                        |
| Karl III               | 12 tháng Hai 881       | Giáo hoàng Gioan VIII    |                             |
| Guy                    | tháng Năm 891          | Giáo hoàng Stêphanô V    |                             |
| Lambert II của Spoleto | 30 tháng Tư 892        | Giáo hoàng Formôsô       | Ravenna                     |
| Arnulf của Carinthia   | 22 tháng Hai 896       | Giáo hoàng Formôsô       | Roma                        |
| Ludwig III             | 15 or 22 tháng Hai 901 | Giáo hoàng Biển Đức IV   | Roma                        |
| Berengar               | tháng 12 915           | Giáo hoàng Gioan X       | Roma                        |
| Otto I                 | 2 tháng Hai, 962       | Giáo hoàng Gioan XII     |                             |
| Otto II                | 25 tháng Mười hai, 967 | Giáo hoàng Gioan XIII    |                             |
| Otto III               | 21 tháng Năm, 996      | Giáo hoàng Sergiô IV     |                             |
| Heinrich II            | 14 tháng Hai 1014      | Giáo hoàng Biển Đức VIII |                             |
| Konrad II              | 26 tháng Ba 1027       | Giáo hoàng Gioan XIX     |                             |
| Heirich III            | 25 tháng 12 1046       | Giáo hoàng Clêmentê II   |                             |
| Heinrich IV            | 31 tháng Ba 1084       | Giáo hoàng Clêmentê III  |                             |
| Heinrich V             | 13 tháng Tư 1111       | Giáo hoàng Pascalê II    |                             |
| Heinrich V             | 23 tháng 3 1117        | Gregory VIII             |                             |
| Lothair III            | 4 tháng Sáu 1133       | Giáo hoàng Innôcentê II  | Nhà nguyện St. John Lateran |
| Fridrich I             | 18 tháng Sáu 1155      | Giáo hoàng Ađrianô IV    |                             |
| Heinrich VI            | 14 tháng Tư 1191       | Giáo hoàng Cêlestinô III |                             |
| Otto IV                | 4 tháng 11 1209        | Giáo hoàng Innôcentê III |                             |
| Friedrich II           | 22 tháng 11 1220       | Giáo hoàng Hônôriô III   |                             |
| Heinrich VII           | 29 tháng Sáu 1312      |                          |                             |
| Ludwig IV              | 17 tháng Một 1328      | Sciarra Colonna          |                             |
| Karl IV                | 5 tháng Tư 1355        | Hội đồng Hồng y          |                             |
| Sigismund              | 31 tháng Năm 1433      | Giáo hoàng Êugêniô IV    |                             |
| Fridrich III           | 19 tháng Ba 1452       | Giáo hoàng Nicôla V      |                             |
| Karl V                 | Tháng Hai 1530         | Giáo hoàng Clêmentê VII  | Bologna, Ý                  |